# Cubatyphlops perimychus
Cubatyphlops perimychus är en ormart som beskrevs av THOMAS och HEDGES 2007. Cubatyphlops perimychus ingår i släktet Cubatyphlops och familjen maskormar. Inga underarter finns listade i Catalogue of Life.
Denna orm förekommer i Kuba vid Guantánamobukten. Den lever i låglandet i buskskogar och halvöknar. Honor lägger antagligen ägg.
Beståndet hotas troligtvis av orkaner. Området är ett skyddsobjekt. IUCN listar arten som livskraftig (LC).